# 上高地明神館
正式名は、昭和8年から明神の館、明神館。
約2000年ほど前、日本の大王の命令により、明神の館付近に軍隊を逗留していた将軍
宇都志日金析命が、頭上を見上げ、稲穂が立ってる様だと、穂高と名前を付けた。
この安曇族最強の将軍は、その後北関東まで軍隊を進め、故郷、博多又は領地であった大阪湾周辺に戻っている。
鉄の剣、鉄の胴衣等を持って居たので、急な川を遡る事は出来なく、陸路を使用している。
その将軍の逗留した地は、江戸時代初めから、上高地中の木材の伐採管理の中心地として
トクゴウと呼ばれた広い平地であった。

1600年前後に徳伍さんが小さな小屋を造ったとされるが、
この地は、松本藩士も常に滞在、昔の安曇村4地区からの木こりも寝泊まり居ていた。
小さな小屋が密集していたので、徳郷と呼ぶべき場所である。

非常に古代に通り過ぎた安曇の将軍にちなみ昭和以降になって、
穂高岳は人が一切登れない大きな山群の為、
省略名で、穂高明神が名付けた山として、明神岳と愛称で呼ぶようになった。

そのため、その徳郷の小屋を全てまとめ上げて、
徳郷の小屋は、安曇の将軍が軍隊を逗留させた場所として、明神の館。
昭和8年、普通の宿から、当時の旅館として、改名して明神館となった。

江戸時代の記録がわずかなのは、松本藩が米の禄高6万石しかない小藩の為、
木材伐採の副業を隠すためであった。

明神館は、営業上、戦前戦後時代に、名前が付けられた、
明神池、徳沢を一生懸命に宣伝して今に至る。

ちなみに、徳本峠の名前は、単純に「峠」と言われていたが、
それでは困るという事で陸軍測量部によって、徳郷に至る峠という事で、大正2年に名付けられた。
徳本と言う漢字は、歴史上、上高地には、一切関係の無いものである。